# 约翰·福尔兹
约翰·赫伯特·福尔兹（英語：John Herbert Foulds，1880年11月1日—1939年4月25日），英国作曲家。其父是哈莱管弦乐团的巴松管演奏员，福尔兹初学大提琴，后来因汉斯·里赫特赏识获得指挥的机会，同时学习作曲。他创作的轻音乐在英国广受欢迎，而严肃音乐的演出机会则很少。1927年他赴巴黎，以为电影配乐为生。1935年到印度搜集民歌并在德里担任音乐指导，1939年在印度逝世。福尔兹的音乐主要是浪漫主义风格，他擅长创作旋律，同时也喜爱异国情调，其音乐通常富于描绘性，优美动听。